# Arben Ristani
Arben Ristani (ur. 29 marca 1969 w Tiranie) – albański prawnik, członek albańskiej Centralnej Komisji Wyborczej od 2006 roku, jej przewodniczący w latach 2009–2012.

## Życiorys
Od 2006 roku jest członkiem albańskiej Centralnej Komisji Wyborczej. Dnia 2 lutego 2009 roku podczas posiedzenia Zgromadzenia Albanii wybrano go na przewodniczącego tej komisji; funkcję tę pełnił do września 2012.